# Jacopo Sala
Jacopo Sala (* 5. Dezember 1991 in Bergamo) ist ein italienischer Fußballspieler auf einer Mittelfeldposition.

## Karriere

### Jugendzeit
Sala begann beim Amateurverein A.S.D Virtus Oratorio Gazzaniga mit dem Fußballspielen. Anschließend spielte er für zwei Jahre beim UC AlbinoLeffe und ging 2001 in die Jugendabteilung von Atalanta Bergamo.

### FC Chelsea
Sala wechselte als 15-Jähriger zum FC Chelsea und entwickelte sich zum Schlüsselspieler im FA Youth Cup. Insgesamt spielte er von 2007 bis 2009 43-mal für das Youth-Team, wobei ihm elf Treffer gelangen. 2010 gewann er mit seinem Team den FA Youth Cup. In der Saison 2008/09 wurde Sala außerdem dreimal im Reserve-Team eingesetzt, ehe er zur Saison 2009/10 fester Bestandteil des Teams wurde. Im Jahr 2011 gewann Sala mit dem Chelsea die Premier Reserve League.

### Hamburger SV
Zur Saison 2011/12 wurde Sala vom deutschen Bundesligaklub Hamburger SV verpflichtet. Er unterschrieb einen Dreijahresvertrag bis zum 30. Juni 2014 und erhielt die Rückennummer 22. Zu Beginn der Saison zog sich Sala im Training einen Muskelbündelriss zu. Sein Comeback in einem Pflichtspiel gab er am 25. September 2011 bei einer 0:1-Heimniederlage der zweiten Mannschaft gegen den Halleschen FC. Am 25. Oktober 2011 stand er beim Spiel gegen Eintracht Trier im DFB-Pokal erstmals im 18-Mann-Kader für ein Pflichtspiel der ersten Mannschaft. Allerdings wurde er beim 2:1-Auswärtssieg gegen den Regionalligisten nicht eingesetzt. Am 22. Januar 2012 (18. Spieltag) absolvierte Sala sein Profidebüt, als er zum Auftakt der Rückrunde der Saison 2011/12 gegen Borussia Dortmund in der 65. Spielminute für Marcell Jansen eingewechselt wurde. Am darauffolgenden Spieltag stand er beim 2:1-Auswärtssieg gegen Hertha BSC erstmals in der Startelf. Am 4. Februar 2012 (20. Spieltag) erzielte er beim 1:1-Unentschieden im Heimspiel gegen den FC Bayern München sein erstes und bisher auch einziges Bundesligator. Allerdings konnte sich Sala in der restlichen Rückrunde und in der Saison 2012/13 nicht durchsetzen.

### Hellas Verona
Zur Saison 2013/14 wechselte Sala zu Hellas Verona. Er unterschrieb beim Aufsteiger in die Serie A einen Vertrag bis zum 30. Juni 2016. Am 17. August 2013 absolvierte er sein Debüt für die Norditaliener in der dritten Runde der Coppa Italia 2013/14 gegen die US Palermo in der Anfangsformation. Am 1. September 2013 gab er seinen Einstand in der Serie A bei einer 0:3-Niederlage bei der AS Rom am zweiten Spieltag der Serie-A-Spielzeit 2013/14, als er in der 65. Minute für Massimo Donati eingewechselt wurde. Auch wegen Verletzungen kam er in dieser Spielzeit zu lediglich 15 Einsätzen. Sein erstes und einziges Tor in dieser Spielzeit machte er am 13. April 2014 am 33. Spieltag bei der 3:5-Niederlage gegen den AC Florenz mit dem 1:0-Führungstreffer für seine Mannschaft.

### Sampdoria Genua
Im Januar 2016 wechselte Sala zunächst auf Leihbasis zu Sampdoria Genua, ehe zum 1. Juli 2016 eine Kaufpflicht greift. Die Vertragsdauer ab Sommer 2016 beträgt vier Jahre. Bei Sampdoria erhielt er die Rückennummer 22. Am 1. Februar 2016 absolvierte Sala gegen den FC Bologna (2:3-Niederlage) sein Ligadebüt für seinen neuen Verein, bei dem er über die komplette Spielzeit auf dem Platz stand.

### Nationalmannschaft
Am 27. September 2006 gab Sala sein Debüt für die italienische U-16-Nationalmannschaft beim 1:1 gegen die Auswahl Schwedens. Er kam zu neun Einsätzen und spielte am 9. April 2007 letztmals für die U-16 beim 0:1 gegen Frankreich. Am 2. Oktober spielte er, mittlerweile in der Jugend des FC Chelsea aktiv, erstmals für die italienische U-17-Nationalmannschaft  beim 2:1 gegen Armenien. Bei seinem zweiten Einsatz am 7. Oktober 2007 gegen Tschechien erzielte er sein erstes Tor. Sala spielte achtmal für die U-17-Nationalmannschaft. Am 11. März 2009 wurde er beim 1:0-Sieg der italienischen U-19-Nationalmannschaft gegen Norwegen eingesetzt. Sala spielte für die U-19 bis 2010 achtmal. Zwei Jahre später kam er beim 3:0-Sieg der U-21-Nationalmannschaft gegen die Niederlande am 15. August 2012 zum Einsatz. Für die U-21 kam er zu fünf Einsätzen.

## Titel und Erfolge
FC Chelsea
- FA Youth Cup: 2010
- Premier Reserve League: 2011